# 于洪区
于洪区（うこう-く）は中華人民共和国遼寧省瀋陽市に位置する市轄区。

## 地理
于洪区は瀋陽市西部に位置し、地形は平坦である。北部は工業区域、西部は政治、経済、文化の中心地、中部は水稲などの穀類の生産地区、西北部が大豆の生産地区と鳥獣の放牧（畜産）地区、西南部は青果などの作物の生産地区となっている。
区内には、春秋戦国時代の古墳、永安橋、満州事変残歴碑、抗美援朝烈士陵園などの文化財がある。

## 行政区画
10街道弁事処を管轄する。
- 街道弁事所：迎賓路街道、陵西街道、北陵街道、沙嶺街道、南陽湖街道、城東湖街道、平羅街道、馬三家街道、造化街道、光輝街道

## 交通

### 鉄道
- 中国国家鉄路集団
  - 瀋山線
- 瀋陽地下鉄
  - 1号線
  - 2号線
  - 3号線
  - 10号線

### 道路
- 高速道路
  -  京哈高速道路
  -  丹阜高速道路
  -  瀋陽環状高速道路
- 国道
  -  G230国道
  -  G304国道